# Zwiesel
Zwiesel é um município da Alemanha, situado no distrito de Regen, no estado da Baviera. Tem 41,14 km² de área, e sua população em 2019 foi estimada em 9.306 habitantes.